# W. Arthur Winstead
William Arthur Winstead, född 6 januari 1904 i Neshoba County i Mississippi, död 14 mars 1995, var en amerikansk politiker (demokrat). Han var ledamot av USA:s representanthus 1943–1965.
Winstead tillträdde 1943 som kongressledamot och förlorade slutligen 1964 omval mot republikanen Prentiss Walker.
Winstead ligger begravd på Cedarlawn Cemetery i Philadelphia i Mississippi.